# Tony Baxter
Tony Baxter (né le 1er février 1947) est l'actuel Senior Vice President, Creative Development de Walt Disney Imagineering, la division responsable de la conception et la création des parcs à thèmes Disney.

## Biographie
Il passe son enfance en Californie et commence sa carrière à Disneyland en 1965, à 17 ans, comme serveur de crèmes glacées dans Main Street, USA. Après plusieurs années à des postes variés dans le parc, il est transféré à WED Enterprises (renommé Walt Disney Imagineering plus tard) et y travaille depuis près de 30 ans. Lors de son entretien d'embauche à Walt Disney Imagineering, il propose entre autres une attraction inspirée de Mary Poppins, mais elle fut classée dans un dossier avec 50 autres.
Il travaille sur de nombreuses attractions dont la célèbre Big Thunder Mountain, qui ouvre à Disneyland en 1979, et supervise le projet Euro Disneyland qui ouvre en France en 1992, renommé Parc Disneyland,.
Les projets les plus importants dont il fut responsable sont :
- Big Thunder Mountain Railroad
- Le nouveau thème (placemaking) en village bavarois de Fantasyland (du Disneyland park, en Californie) en 1982
- La version originale de Journey Into Imagination
- Star Tours
- Splash Mountain
- Indiana Jones Adventure
- Finding Nemo Submarine Voyage à Disneyland Resort (Californie)

Tony Baxter supervisa d'autres projets qui ne furent jamais construits, dont le placemaking de Tomorrowland, toujours dans le parc original (nommé "Tomorrowland 2055"), ou encore un nouveau pays thématique appelé "Discovery Bay". Ce dernier projet fut réutilisé comme source d'inspiration pour Discoveryland, à Parc Disneyland et la zone du Mont Promotheus de Tokyo DisneySea.